# جاستن كيريغان
جاستن كيريغان (بالإنجليزية: Justin Kerrigan)‏ هو كاتب سيناريو ومخرج بريطاني، ولد في 1974 في كارديف في المملكة المتحدة.

## وصلات خارجية
- جاستن كيريغان على موقع IMDb (الإنجليزية)
- جاستن كيريغان على موقع ألو سيني (الفرنسية)
- جاستن كيريغان على موقع أول موفي (الإنجليزية)
- جاستن كيريغان على موقع قاعدة بيانات الأفلام السويدية (السويدية)
- جاستن كيريغان على موقع قاعدة بيانات الفيلم (الإنجليزية)
- جاستن كيريغان على موقع كينوبويسك (الروسية)